# Jaime Agudelo
Jaime El Flaco Agudelo Vidal (Palmira, 10 de noviembre de 1925-Cali, 21 de diciembre de 2009) fue un humorista colombiano considerado como el comediante con más edad en la televisión de ese país. Durante su carrera se le conoció como 'El Flaco' Agudelo debido a su contextura física.

## Biografía
Creció en un hogar de escasos recursos. Gracias a la influencia materna pudo desarrollar su carrera de comediante y al mismo tiempo aprender el oficio de tornero mecánico en su ciudad natal. En 1961 viajó a Bogotá para meterse de lleno en el mundo artístico al lado de su mentor, Alfonso Lizarazo, durante cuatro años en Operación Ja ja. En 1966 actuaba para el programa Campeones de la Risa por dos años y fue uno de los primeros en ingresar al elenco de Sábados Felices de Caracol TV, en donde trabajó hasta su fallecimiento y se caracterizó por su compromiso con el programa (jamás solicitó una incapacidad, salvo por dos infartos), además de su interpretación de inolvidables personajes como el niño 'Jaimito'.
En 1975 fue galardonado con el premio Antena por su nominación como "Mejor cómico". En octubre de 2008 el Canal Caracol le rindió un homenaje a 'El Flaco', quien dio gran parte de su vida a hacer reír al país.
Falleció en la madrugada del 21 de diciembre de 2009 debido a una insuficiencia respiratoria, después de una caída que lo llevó a ser internado en el Hospital Rafael Uribe Uribe desde el 19 de diciembre. La caída le ocasionó fractura de fémur cuando se dirigía al hostal Colonial de  Palmira, sitio donde hacía cuatro meses estaba viviendo.
Sus más recordadas composiciones son El baile del muñeco interpretada por El Súper Combo Los Tropicales y Sirena del amor interpretada por Lisandro Meza.